# 번호 매기기
개체에 명목상의 번호를 할당하기 위한 다양한 번호 매기기 방식이 존재한다. 넘버링(numbering)이라고도 한다. 이러한 방식은 일반적으로 합의된 규칙 집합 또는 중앙 코디네이터를 필요로 한다. 이 방식은 데이터베이스 관리 시스템 테이블의 기본 키의 예시로 간주될 수 있으며, 해당 테이블 정의는 데이터베이스 설계를 필요로 한다.
계산 가능성 이론에서 가장 간단한 번호 매기기 방식은 자연수를 집합의 객체(예: 함수, 유리수, 그래프, 특정 형식 언어의 단어)에 할당하는 것이다. 번호 매기기는 원래 계산 가능한 함수를 사용하여 자연수에서 정의된 계산 가능성 및 관련 개념을 이러한 다양한 유형의 객체로 이전하는 데 사용될 수 있다.
간단한 확장으로, 주어진 정밀도 내에서 이러한 객체를 세거나 측정하기 위한 참조 기준 및 측정 단위 선택에 따라 물리적 객체에 기수를 할당하는 것이다. 이 경우 번호 매기기는 일종의 분류이며, 즉 집합의 각 객체에 숫자 속성을 할당하여 이 집합을 관련 부분 집합으로 세분화하여 초기 집합의 분할을 형성하는 것이다. 이는 무한할 수 있으며 분할의 각 클래스에 대해 단일 자연수를 사용하여 열거할 수 없을 수도 있다.
어떤 경우에는 (컴퓨팅, 시간 표시, 일부 국가에서 건물 층의 번호 매기기 등) 0 기반 번호 매기기가 사용되며, 첫 번째 개체에 "1" 대신 "0"이 할당된다.
다른 번호 매기기 방식은 아래 분야별로 나열되어 있다.

## 화학
- 화합물에 대한 CAS 등록번호
- EC 번호 (효소 식별)
- 위험 물질(클래스)에 대한 UN 번호
- E 번호 (식품 첨가물)

## 통신
- E.164 전화번호 지정 계획:
  - 국제 전화 국가 코드
  - 북미 번호 계획
  - 국가별 번호 지정 계획
    - 아르헨티나: 아르헨티나 전화번호 계획
    - 오스트레일리아: 오스트레일리아 전화번호 계획
    - 중국: 중국 전화번호 계획
    - 프랑스: 프랑스 전화번호 계획
    - 홍콩: 홍콩 전화번호 계획
    - 인도: 인도 전화번호 계획
    - 일본: 일본 전화번호 계획
    - 싱가포르: 싱가포르 전화번호 계획
    - 영국: 영국 전화번호 계획
    - 독일: 독일 전화번호 계획
- IP 주소 할당 계획 (IANA)
- ITU가 할당한 X.25 NUA (Network User Address)의 DNIC 접두사
- 객체 식별자 (OID)

## 컴퓨팅
- 줄 번호

## 제품
- GS1 번호 매기기 계획:
  - GTIN (제품, 바코드의 UPC 및 EAN-13 포함)
  - ISBN (도서)
  - ISSN (정기 간행물)
- 차량 식별 번호
- 재고 관리 단위 (SKU)

## 사람

### 식별 번호
- 국가 식별 번호
  - 개인 고유 코드 (루마니아)
  - 개인 식별 번호 (덴마크)
  - 사회 보장 번호 (미국)
  - 사회 보험 번호 (캐나다)
  - INSEE 번호 (프랑스)
  - 국민 보험 번호 (영국)
  - 아드하르 (인도)
- 개인 공공 서비스 번호 (아일랜드 공화국)
- 세금 파일 번호 (오스트레일리아)
- 고유 마스터 시민 번호 (구 유고슬라비아)
- 덴마크 중앙 인구 등록소 (덴마크)

### 이름의 서수
- 군주 번호
  - 로이스 공작
  - 교황의 서수
- 이름에 붙는 세대별 서수 접미사

## 주제
- 듀이 십진분류법 및 만국십진분류법 (도서)
- 웨스트 아메리칸 다이제스트 시스템 법적 주제 번호 매기기 방식

## 지리 및 교통
- 우편 번호
  - ZIP 코드
- 지오코드 (세부적인 우편 번호로도 사용):
  - 지오해시
  - 오픈 로케이션 코드
- GS1의 글로벌 로케이션 넘버
- FIPS 지역 코드
- 건물 번호 체계
- 층 번호 매기기
- 방 번호
- 참고: 국가 코드; 주소 (지리).

### 차량
- 차량 번호판
- 영국 철도 차량 및 왜건 번호 및 분류
- 영국 철도 기관차 및 다중 단위 번호 및 분류
- UIC 화물 왜건 분류

### 도로
- 도로 번호 체계
- 버지니아주 알링턴 카운티 거리 이름 체계
- 중국 도로 번호
- 영국 도로 번호 체계
- 유럽 고속도로 ( UNECE )
- 미국의 번호가 지정된 고속도로
- 에드먼턴#거리 구조
- 몬트리올
- 오스트레일리아의 고속도로#경로 번호 지정 시스템

## 기타/일반
- API 유정 번호 (미국의 석유 및 가스 유정 번호 매기기)
- 은행 카드 번호
- 국제 은행 계좌 번호
- 국제 지리 샘플 번호 (IGSN)
- 국제 질병 및 관련 건강 문제 통계 분류 (질병)
- MAC 주소 할당 체계 (특정 네트워킹 제품의 하드웨어 주소)
- 국가 동물 식별 시스템
- 국가 포켓몬 도감
- NSAP 할당 체계
- 우체국 사서함
- 생산 코드 번호
- 우표 번호 체계
- 위키백과 마크업 구문 (번호 목록)

## 같이 보기
- 명명법
- 디지털 객체 식별자
- 페이지 번호 매기기
  - 플라톤 저작의 스테파누스 페이지 매김
  - 아리스토텔레스 저작의 베커 번호
  - 소크라테스 이전 철학자의 단편에 관한 딜스-크란츠 번호
- 영구 식별자
- 고유 식별자
- UUID